# Blanka Teleki
Blanka Teleki (hongarès: Teleki Blanka)  (Satulung, 5 de juliol de 1806 - París, 23 d'octubre de 1862) Blanka Teleki de Szék fou una comtessa hongaresa, pintora, pedagoga i activista pels drets de les dones. Fou una de les primeres feministes pionera en l'educació de les dones.

## Biografia
Blanka Teleki nasqué el 5 de juliol del 1806 a Satulung, que actualment es troba a Romania, filla del comte Imre Teleki de Szék (1782-1848) i la comtessa Karoline Brunswick von Korompa (1782-1843). La família tenia una propietat a la província de Satu Mare, prop d'Ucraïna. Era neboda de la pionera en educació Theresa de Brunsvik. Estudià pintura a Múnic i París, i escultura amb Istvan Ferenczy a Budapest. Després d'haver publicat les seues idees sobre l'educació de les dones, fundà una escola per a xiquetes a Budapest el 1846. El 1848, ella i les seues alumnes foren les primeres dones d'Hongria a signar una petició per la igualtat de drets per a tots dos sexes, el sufragi femení i el dret de les dones a estudiar a la universitat. Participà en la Revolució de 1848, i la van condemnar a presó. El 1851 fou empresonada amb Klára Leövey, que fou alliberada el 1856. Després d'haver complert la condemna, deixà Hongria i se n'anà a París, on va morir el 23 d'octubre del 1862.